# Capteur chimique
Un capteur chimique est un dispositif d'analyse autonome qui peut fournir des informations sur la composition chimique de son environnement, qui peut être à l'état gazeux, liquide ou solide.